# Chris Hegedus
Chris Hegedus est une réalisatrice, monteuse, directrice de la photographie et productrice américain née vers 1952. Elle est l'épouse de Donn Alan Pennebaker.

## Filmographie

### comme réalisateur
- 1977 : Energy War
- 1979 : Town Bloody Hall
- 1981 : DeLorean
- 1983 : Rockaby
- 1986 : Jimi Plays Monterey
- 1989 : 101
- 1989 : Jimi Hendrix Live
- 1991 : Jerry Lee Lewis: The Story of Rock & Roll (vidéo)
- 1992 : The Music Tells You
- 1992 : Jimi Hendrix at Woodstock
- 1993 : The War Room
- 1994 : Woodstock Diary (TV)
- 1996 : Keine Zeit
- 1997 : Moon Over Broadway
- 1999 : Searching for Jimi Hendrix (TV)
- 1999 : Jimi Hendrix: Live at Woodstock (vidéo)
- 2000 : Down from the Mountain
- 2001 : Startup.com
- 2002 : Only the Strong Survive
- 2002 : Elaine Stritch: At Liberty (TV)
- 2004 : Elaine Stritch at Liberty (TV)
- 2004 : The First Amendment Project (TV)
- 2006 : Assume the Position with Mr. Wuhl (TV)
- 2009 : Kings of Pastry

### comme monteur
- 1979 : Town Bloody Hall
- 1983 : Rockaby
- 1986 : Jimi Plays Monterey
- 1989 : 101
- 1992 : The Music Tells You
- 1993 : The War Room
- 1997 : Moon Over Broadway
- 1999 : Searching for Jimi Hendrix (TV)
- 1999 : Jimi Hendrix: Live at Woodstock (vidéo)
- 2001 : Startup.com
- 2002 : Only the Strong Survive

### comme directeur de la photographie
- 1983 : Rockaby
- 1992 : The Music Tells You
- 2000 : Down from the Mountain
- 2002 : Only the Strong Survive
- 2004 : Elaine Stritch at Liberty (TV)

### comme producteur
- 2001 : Startup.com